# Begraafplaats van Templemars
De Begraafplaats van Templemars is een gemeentelijke begraafplaats in de gemeente Templemars in het Franse Noorderdepartement. De begraafplaats ligt in het oosten van de dorpskern.

## Britse oorlogsgraven
Op de begraafplaats bevinden zich 2 Britse oorlogsgraven. De 2 graven zijn geïdentificeerd en worden onderhouden door de Commonwealth War Graves Commission. In de CWGC-registers is de begraafplaats opgenomen als Templemars Communal Cemetery.